# 潘士美
潘士美（？—？），字德卿，號履素，山東濟寧人，明末政治人物、同進士出身。

## 生平
萬曆三十四年（1606年）丙午科山東鄉試舉人，四十一年（1613年）与兄潘士良同登癸丑科進士，工部觀政，授行人司行人，尋卒。

## 家族
曾祖潘金，儒官、乡正宾。祖父潘蟾，教授，乡正宾。父潘雲程，庠生。次兄潘士謙，字六吉，由拔貢授知靈臺縣，升荆州府通判，署江陵、公安二縣篆。